# Oxyptilus
Oxyptilus là một chi bướm đêm thuộc họ Pterophoridae.

## Các loài
- Oxyptilus anisodactyla
- Oxyptilus anthites
- Oxyptilus catathectes
- Oxyptilus causodes
- Oxyptilus celebratus
- Oxyptilus chrysodactyla
- Oxyptilus cinctipedalis
- Oxyptilus delawaricus
- Oxyptilus epidectis
- Oxyptilus erebites
- Oxyptilus ericetorum
- Oxyptilus erythrodactylus
- Oxyptilus idonealis
- Oxyptilus insomnis
- Oxyptilus languidus
- Oxyptilus mycites
- Oxyptilus orichalcias
- Oxyptilus parvidactyla
- Oxyptilus pilosellae
- Oxyptilus praedator
- Oxyptilus regulus
- Oxyptilus scutifer
- Oxyptilus secutor
- Oxyptilus tessmanni
- Oxyptilus variegatus
- Oxyptilus vibrans
- Oxyptilus wallecei